# Bình Hàn
Bình Hàn là một phường thuộc thành phố Hải Dương, tỉnh Hải Dương, Việt Nam.

## Địa lý
Phường Bình Hàn nằm ở trung tâm thành phố Hải Dương, có vị trí địa lý:
- Phía đông giáp phường Nhị Châu
- Phía tây giáp phường Cẩm Thượng và phường Thanh Bình
- Phía nam giáp các phường Lê Thanh Nghị, Quang Trung, Nguyễn Trãi
- Phía bắc giáp xã An Thượng với ranh giới là sông Thái Bình.

Phường Bình Hàn có diện tích 2,37 km², dân số năm 2018 là 29.818 người, mật độ dân số đạt 12.581 người/km².
Trên địa bàn phường có Quốc lộ 5 và tuyến đường sắt Hà Nội – Hải Phòng đi qua, có ga Hải Dương.

## Lịch sử
Trước đây, Bình Hàn là một xã thuộc thị xã Hải Dương, được thành lập vào năm 1966, gồm các thôn Phượng Cáo, Cô Đông, Hàn Giang, Bình Lao, Bình Minh.
Ngày 28 tháng 10 năm 1996, Chính phủ ban hành Nghị định số 64-CP. Theo đó, thành lập phường Bình Hàn trên cơ sở toàn bộ 307 ha diện tích tự nhiên và 9.639 người của xã Bình Hàn.
Ngày 6 tháng 8 năm 1997, phường Bình Hàn thuộc thành phố Hải Dương mới thành lập.
Ngày 16 tháng 10 năm 2019, Ủy ban Thường vụ Quốc hội ban hành Nghị quyết số 788/NQ-UBTVQH14 về việc sắp xếp các đơn vị hành chính cấp huyện, cấp xã thuộc tỉnh Hải Dương (nghị quyết có hiệu lực từ ngày 1 tháng 12 năm 2019). Theo đó:
- Điều chỉnh 9,30 ha diện tích tự nhiên và 47 người của phường Cẩm Thượng; 6,32 ha diện tích tự nhiên và 352 người của phường Thanh Bình; 0,41 ha diện tích tự nhiên và 109 người của phường Phạm Ngũ Lão về phường Bình Hàn
- Điều chỉnh 3,70 ha diện tích tự nhiên và 286 người của phường Bình Hàn về phường Cẩm Thượng
- Điều chỉnh 13,10 ha diện tích tự nhiên và 443 người của phường Bình Hàn về phường Quang Trung.

Sau khi điều chỉnh địa giới hành chính, phường Bình Hàn có 237,73 ha diện tích tự nhiên và 29.818 người.